# 商業地產
商业地产是指通過出租而獲得租金收入的房地产、建筑物以及土地。商业地产的類型有办公楼、酒店、商场、零售店、集合住宅、倉庫和车库。許多城市會建造兼具辦公和零售功能的建筑，例如建築的2-10层是办公室，1楼是商場，並將此類建築稱之為商業綜合體。
商业建筑是用于商业目的的建筑，包括办公楼、仓库和零售建筑（如便利店、"big-box"商店和购物中心）。在城市地区，一个商业建筑可能会结合各种功能，如2-10层是办公室，1层是零售。当分配给多种功能的空间很大时，这些建筑可以被称为多用途建筑。地方当局通常对商业区划保持严格的规定，并有权将任何区划指定为商业区；企业必须位于商业区或至少部分被划为商业的区域。